# Rue des Estrées
La rue des Estrées est une rue du 5e arrondissement de Lyon.

## Situation et accès
La rue des Estrées par du Quai Romain-Rolland à la rue de la Bombarde en longeant la cathédrale Saint-Jean et le jardin archéologique Girard-Desargues. Elle est à sens unique.

## Origine du nom
Estrées vient du terme « estres » qui sont des galeries couvertes où l'on range des affaires, comme des hangars. La rue longeait autrefois des estres adossés aux églises Saint-Jean, Sainte-Croix et Saint-Étienne, elle est désignée ainsi dans des actes de l'époque moderne. Ce terme est également orthographié Hestres ou Hêtres. Ce terme est déjà utilisés en 1493 dans un acte qui indique l'existence d'estres rue Juiverie.

## Historique
Autrefois, la rue se prolongeait vers le sud en passage couvert sous l'archevêché jusqu'à l'actuelle avenue Adolphe-Max.

## Bâtiments remarquables et lieux de mémoire
La rue longe la cathédrale Saint-Jean.

## Galerie

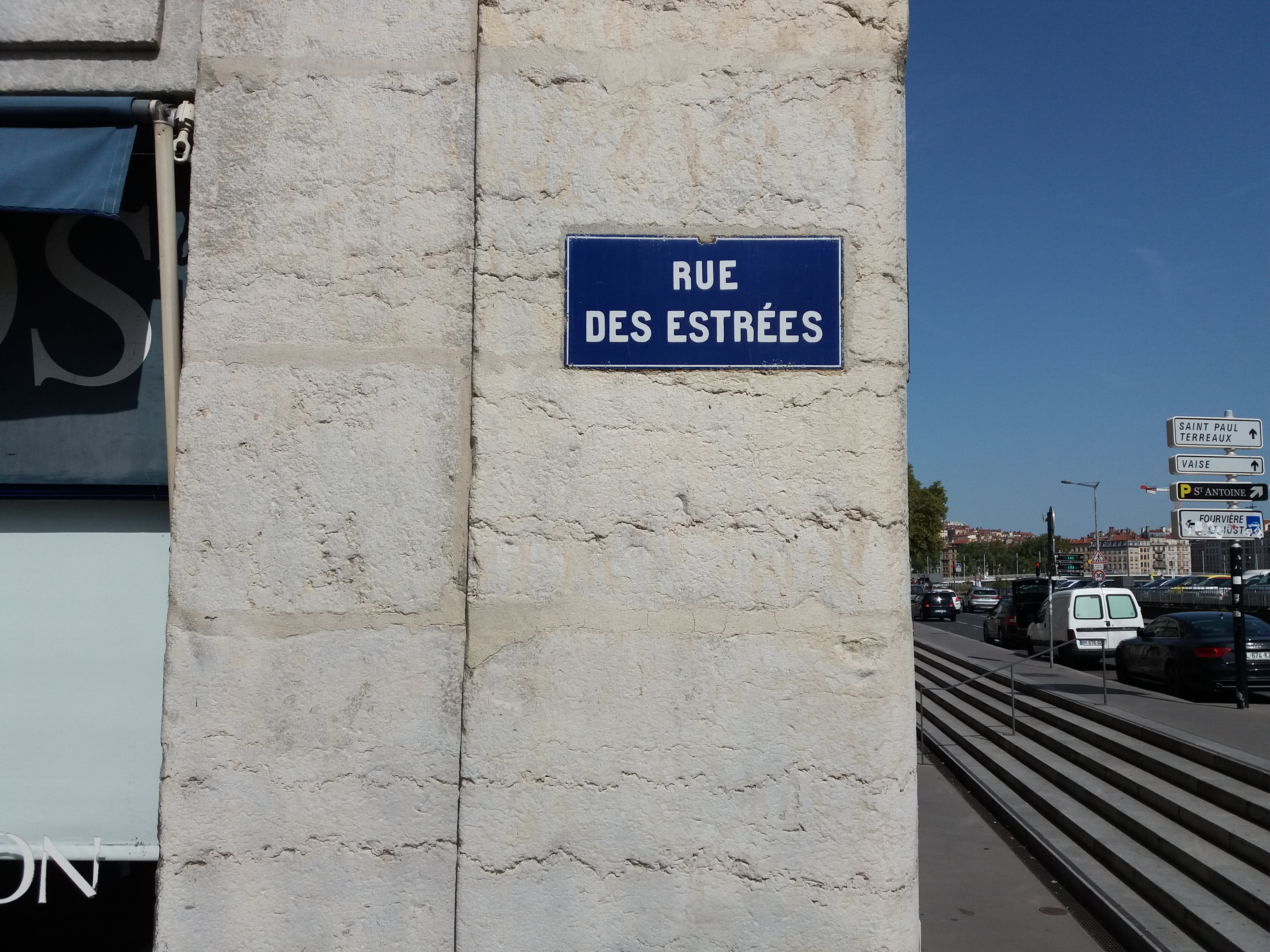
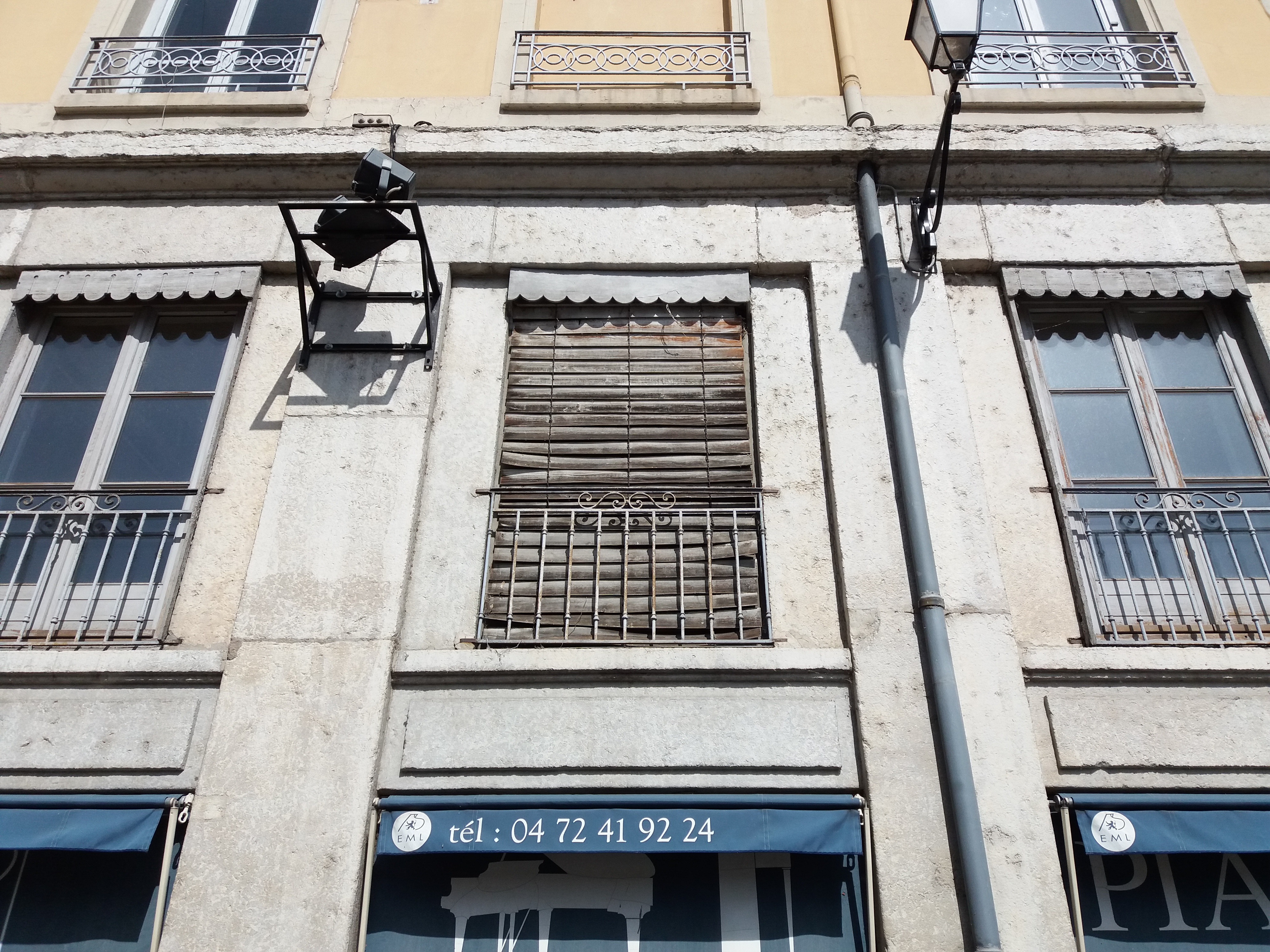
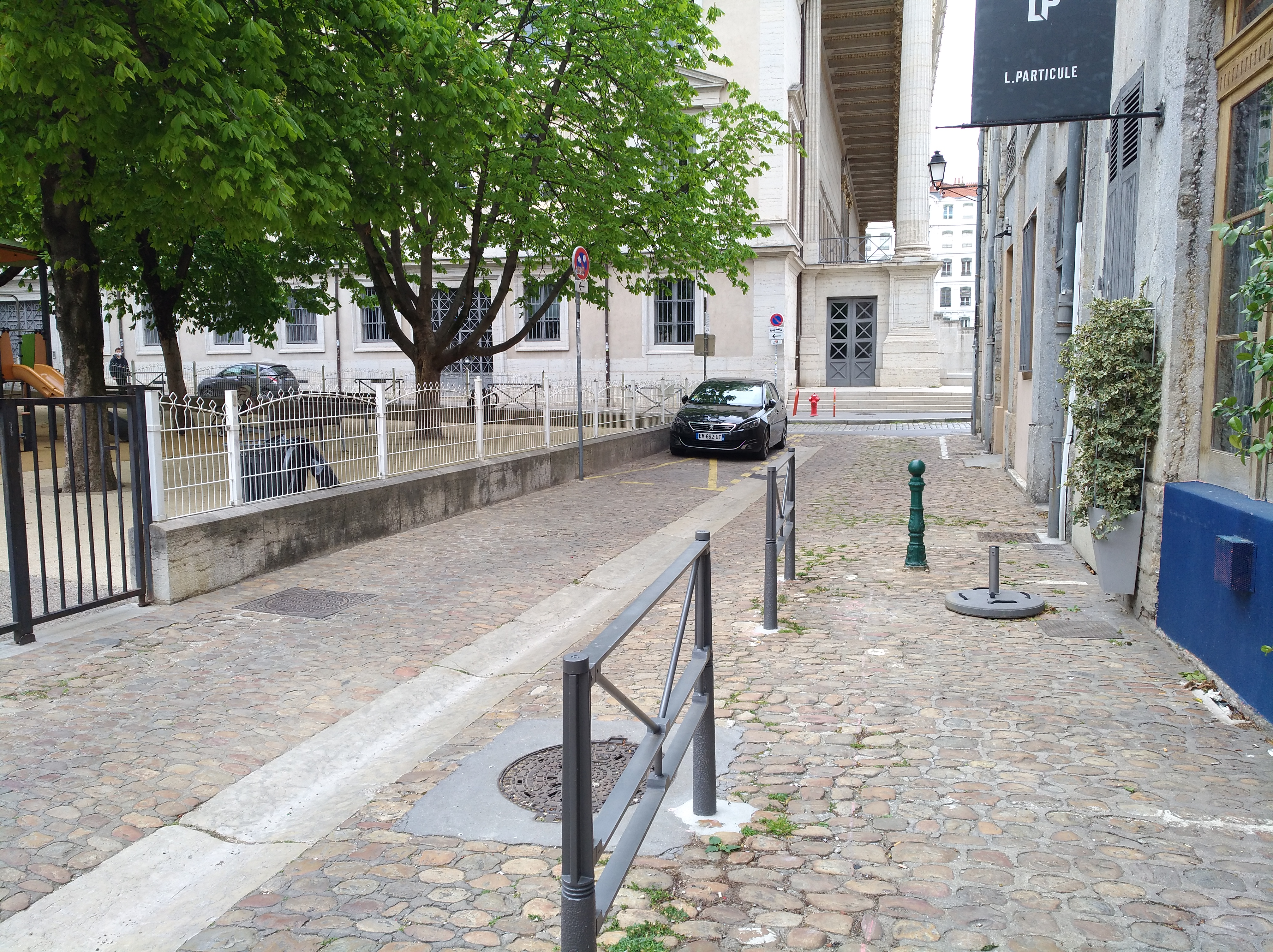
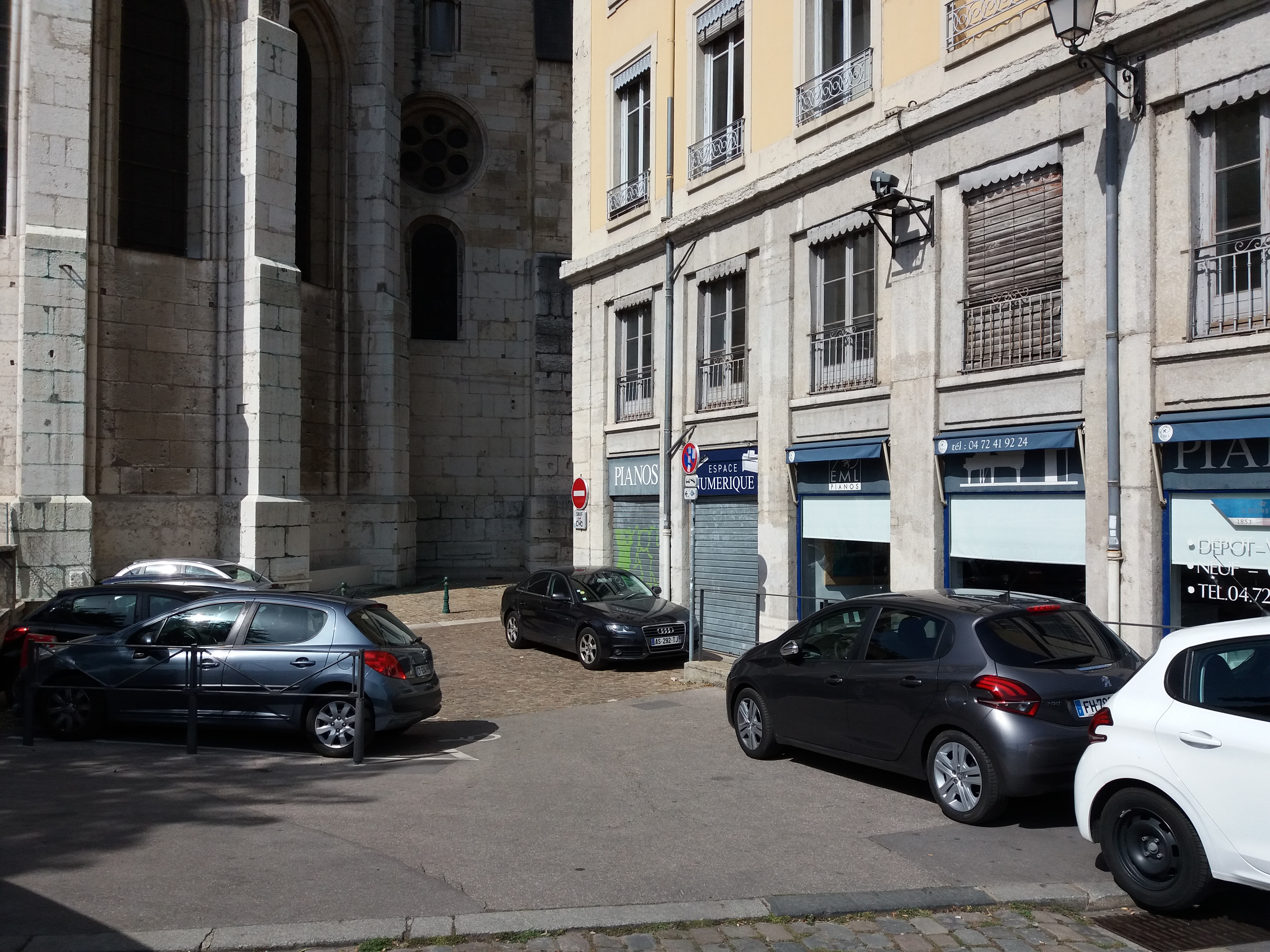

### Articles associés
- Lyon à la Renaissance
- Lyon sous la Révolution